# Los Angeles Film Critics Association Awards 1993
La 19ª edizione dei Los Angeles Film Critics Association Awards si è tenuta il 11 dicembre 1993, per onorare il lavoro nel mondo del cinema per l'anno 1993.

## Premi
Miglior film
- Schindler's List - La lista di Schindler (Schindler's List), regia di Steven Spielberg
  - 2º classificato: Lezioni di piano (The Piano), regia di Jane Campion

Miglior attore
- Anthony Hopkins - Quel che resta del giorno (The Remains of the Day) e Viaggio in Inghilterra (Shadowlands)
  - 2º classificato: Daniel Day-Lewis - L'età dell'innocenza (The Age of Innocence) e Nel nome del padre (In the Name of the Father)

Miglior attrice
- Holly Hunter - Lezioni di piano (The Piano)
  - 2º classificato: Debra Winger - Viaggio in Inghilterra (Shadowlands) ed Una donna pericolosa (A Dangerous Woman)

Miglior regista
- Jane Campion - Lezioni di piano (The Piano)
  - 2º classificato: Robert Altman - America oggi (Short Cuts)

Miglior attore non protagonista
- Tommy Lee Jones - Il fuggitivo (The Fugitive)
  - 2º classificato: Ralph Fiennes - Schindler's List - La lista di Schindler (Schindler's List)

Miglior attrice non protagonista
- Anna Paquin - Lezioni di piano (The Piano)
- Rosie Perez - Fearless - Senza paura (Fearless)

Miglior sceneggiatura
- Jane Campion - Lezioni di piano (The Piano)
  - 2º classificato: Robert Altman e Frank Barhydt - America oggi (Short Cuts)

Miglior fotografia
- Janusz Kaminski - Schindler's List - La lista di Schindler (Schindler's List)
- Stuart Dryburgh - Lezioni di piano (The Piano)

Miglior scenografia
- Allan Starski - Schindler's List - La lista di Schindler (Schindler's List)
  - 2º classificato: Dante Ferretti - L'età dell'innocenza (The Age of Innocence)

Miglior colonna sonora
- Zbigniew Preisner - Tre colori - Film blu (Trois couleurs : Bleu), Il giardino segreto (The Secret Garden) ed Olivier, Olivier
  - 2º classificato: Michael Nyman - Lezioni di piano (The Piano)

Miglior film in lingua straniera
- Addio mia concubina (霸王別姬), regia di Chen Kaige  ·   Hong Kong/ Cina
  - 2º classificato: Tre colori - Film blu (Trois couleurs : Bleu), regia di Krzysztof Kieślowski  ·   Francia/ Svizzera/ Polonia

Miglior film d'animazione
- Le fleuve aux grandes eaux, regia di Frédéric Back

Miglior documentario;
- It's All True: Based on an Unfinished Film by Orson Welles, regia di Bill Krohn, Myron Meisel e Richard Wilson

Miglior film sperimentale/indipendente
- Peter Friedman e Tom Joslin - Silverlake Life: The View from Here

New Generation Award
- Leonardo DiCaprio - Voglia di ricominciare (This Boy's Life) e Buon compleanno Mr. Grape (What's Eating Gilbert Grape)

Career Achievement Award
- John Alton